# Векшин, Николай Алексеевич
Николай Алексеевич Векшин (рус. дореф.: Николай Алексѣевичъ Векшинъ, эст. Nikolai Vekšin; 23 мая 1887, Гапсаль, Российская империя — 15 января 1951, Норильск, СССР) — русский, эстонский и советский яхтсмен. В царствование Николая II — ведомственный член комиссии Императорского Речного яхт-клуба по парусным гонкам.
В годы гражданской войны в России — доброволец в составе Северо-Западной белой армии генерала Н. Н. Юденича.
Бронзовый призёр Олимпийских игр 1928 года по парусному спорту в составе сборной Эстонии, мастер спорта СССР (1945).

## Биография
Родился в эстляндском курортном и приморском городе Гапсаль в русской семье. Отец — Алексей Львович Векшин (1844—1921), потомственный почётный гражданин Санкт-Петербурга, мать — Васса Павловна (урождённая Шешукова, 1862—1928) — дочь золотопромышленника.
Окончил петербургскую гимназию Карла Мая. С 1906 по 1916 год был студентом Технологического института. Увлекался авиацией вместе с братьями Григорием и Владимиром.
Парусным спортом начал заниматься в 1911 году в Высочайше утверждённом Невском яхт-клубе Санкт-Петербурга
.
Был автором журнала «Рулевой» Российского парусного гоночного союза. На Олимпиаде 1912 года в Стокгольме был запасным в команде России. В том же году стал коммодором Петербургского студенческого яхт-клуба. В 1913 году получил титул чемпиона России по парусному спорту.
Служил в армии Юденича. В 1920 году эмигрировал в Эстонию.
В 1925—1941 годах работал инженером-технологом в эстонских фирмах «Baltic»[уточнить] и «Северная целлюлозно-бумажная фабрика», параллельно занимаясь парусным спортом. Был принят в Эстонский морской яхт-клуб, позднее стал членом Исполнительного комитета клуба.
Николай Векшин был капитаном эстонской яхты «Тутти V», завоевавшей третье место в классе 6mR в Олимпийской парусной регате, проходившей в Амстердаме 2-9 августа 1928 года. Команда яхты состояла из пяти человек: Николая Векшина, Вильяма фон Вирена, Эберхарда Фогдта и братьев Георга Фальмана и Андреаса Фальмана.
В 1940 году Эстония вошла в состав СССР. Николай Векшин продолжил парусную карьеру. В 1945 году он стал серебряным призёром чемпионата СССР по парусному спорту в классе «Л-45» и получил звание мастера спорта СССР. Неоднократно принимал участие в соревнованиях в качестве судьи республиканской категории по парусному и буерному спорту. Судья всесоюзной категории по парусному спорту (1946). Тренировал будущего призёра Олимпийских игр 1960 года Александра Чучелова.
В 1949 году Николай Векшин выехал в Москву на заседание президиума Всесоюзной секции парусного спорта и там был арестован. Был осуждён по статье 58-10, приговорён к 10 годам лагерей и направлен в Норильский исправительно-трудовой лагерь, где скончался 15 января 1951 года.

## Семья
- Супруга — Ванда Маэстер (1903–1972)
- Дочь Кира-Вивиан
- Дочь Элизабет-Виктория

Родители захоронены на Старом кладбище Хаапсалу.